# Nemošická tabule
Nemošická tabule je geomorfologický okrsek v jižní části Pardubické kotliny, ležící v okrese Pardubice v Pardubickém kraji.

## Poloha a sídla

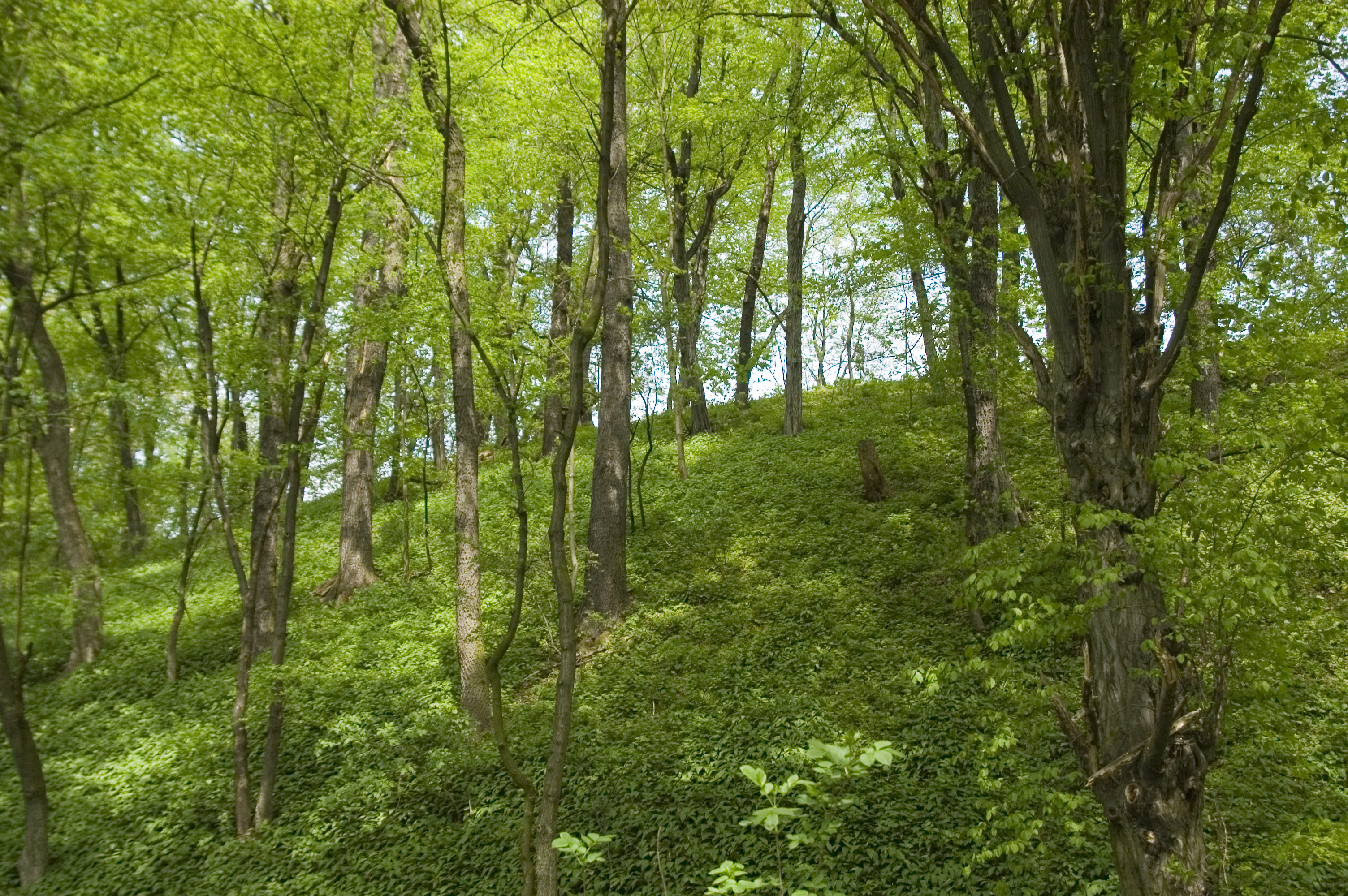
Přírodní památka Nemošická stráň

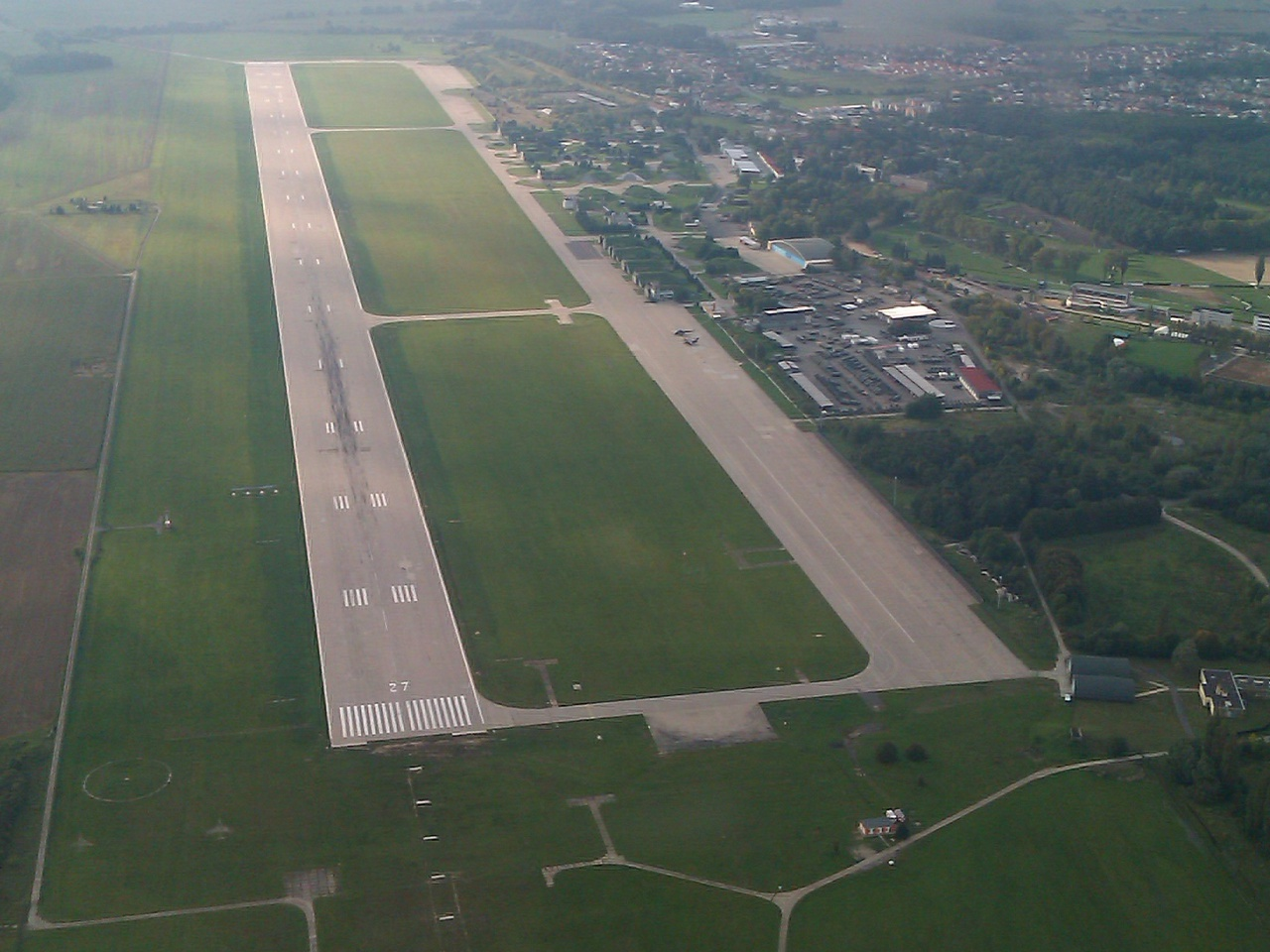
Letiště Pardubice, letecký snímek

Území okrsku se nachází zhruba mezi sídly Valy (na severozápadě), Barchov (na jihozápadě), Dubany a Ostřešany (na jihu), Úhřetická Lhota (na jihovýchodě), Spojil (na severovýchodě) a nivou Labe na severu. Uvnitř okrsku leží většina krajského města Pardubice (na SV) s titulní městskou částí Nemošice a větší obce Srnojedy a Starý Mateřov.

## Geomorfologické členění
Okrsek Nemošická tabule (dle značení Jaromíra Demka VIC–1C–8) náleží do celku Východolabská tabule a podcelku Pardubická kotlina.
Podrobnější členění Balatky a Kalvody okrsek Nemošická tabule nezná, uvádí pouze pět jiných okrsků Pardubické kotliny (Královéhradecká kotlina, Kunětická kotlina, Přeloučská kotlina, Dašická kotlina a Holická tabule).
Tabule sousedí s dalšími okrsky Východolabské tabule (Východolabská niva na severu a Dašická kotlina na východě) a s celkem Svitavská pahorkatina na jihu a západě.